# Max Kassiepe
Max Kassiepe OMI (* 8. April 1867 in Essen; † 1. November 1948 in Borken) war ein katholischer Priester und Volksmissionar.

## Leben
Max Kassiepe wurde als Sohn eines Werkmeisters in Essen geboren. Nach dem Besuch der Volksschule absolvierte er eine Schreinerlehre und besuchte Fortbildungslehrgänge im katholischen Gesellenverein (Kolpingwerk). Er begründete als Meister eine eigene Tischlerei. In der Freizeit nahm er Privatunterricht, besonders in der lateinischen Sprache. 1891 trat er in den Orden der Oblaten der Unbefleckten Jungfrau Maria ein, machte das Abitur nach und begann das Theologiestudium. 1897 wurde er zum Priester geweiht. Kassiepe engagierte sich in der so genannten Volksmission. 1902 wurde er Prior seines Ordens im holländischen Arnheim. 1905 gründete er das Nikolauskloster bei Neuß, dem er von 1905 bis 1910 und 1919/1920 vorstand. Von 1910 bis 1913 war er Provinzial der deutschen Provinz des Oblatenordens. 1912 gründete er die Missionskonferenz (heute Arbeitsgemeinschaft für missionarische Dienste der Orden) und blieb deren Vorsitzender bis zu seinem Tod. Am Ersten Weltkrieg nahm er als Feldgeistlicher teil. 1920 wirkte er als Generalassistent des Generalkapitels der Oblaten in Rom. 1926 wurde er erneut zum Provinzial der deutschen Ordensprovinz berufen. 
Kassiepe führte über 400 Volksmissionen im Deutschen Reich, in Österreich und Amerika durch, außerdem hielt er viele Exerzitien und Gelegenheitspredigten. Er gehörte auch zu den häufigen Rednern auf Katholikentagen, eucharistischen und marianischen Kongressen. Nach seinen Erfahrungen als Feldgeistlicher im Ersten Weltkrieg mahnte er die deutschen Katholiken, sich nicht mehr für einen aggressiven Nationalismus vereinnahmen zu lassen. Als Seelsorger setzte er sich für die Durchführung der Kommuniondekrete von Papst Pius X. ein und damit für die frühe Erstkommunion der Kinder und den häufigen Kommunionempfang. Der liturgischen Bewegung stand Kassiepe kritisch gegenüber. Sein diesbezügliches Buch Irrwege und Umwege im Frömmigkeitsleben der Gegenwart wurde später von Bischof Rudolf Graber als „wertvoll“ empfohlen.

## Werke
- Die Volksmission, Paderborn 1909.
- Volksmission nach dem Kriege, Paderborn 1918.
- Irrwege und Umwege im Frömmigkeitsleben der Gegenwart, Kevelaer 1939.